# ولاتکو ایلیوسکی
ولاتکو ایلیوسکی (به انگلیسی: Vlatko Ilievski) (زاده ۲ ژوئیه ۱۹۸۵ - درگذشته ۶ ژوئیهٔ ۲۰۱۸) خواننده اهل جمهوری مقدونیه بود.
او در مسابقه آواز یوروویژن ۲۰۱۱ نماینده مقدونیه بود.